# Vejdovskya helictos
Vejdovskya helictos är en plattmaskart. Vejdovskya helictos ingår i släktet Vejdovskya och familjen Graffillidae. Inga underarter finns listade i Catalogue of Life.